# Kardinální číslo
V matematice se pojem kardinální číslo, někdy též kardinál, pojí s čísly používanými pro popis velikosti množin. Jelikož se matematika zabývá i nekonečnými objekty, kardinální čísla a mohutnosti množin popisují i nekonečné množiny.

## Historie
Kardinální čísla byla popsána Georgem Cantorem, když se v letech 1874 až 1884 pokoušel postavit matematiku na pevnější základy a zavedl verzi teorie množin, která se dnes nazývá naivní.
Nejdříve zavedl kardinalitu jako nástroj pro porovnávání konečných množin. Například množiny {1,2,3} a {2,3,4} si nejsou rovny, ale mají stejnou kardinalitu.
Dále Cantor zavedl bijekci, pomocí které lze jednoduše definovat, že množiny mají stejnou kardinalitu, a to i pro nekonečné množiny, například přirozená čísla. Zavedl i pojem spočetná množina pro každou množinu, která má stejnou mohutnost jako množina přirozených čísel. Kardinál spočetných množin pojmenoval {\displaystyle \aleph _{0}} ("alef nula", alef je první písmeno hebrejské abecedy).
Cantora zajímalo, zda každá nekonečná množina je spočetná. Pomocí takzvané diagonální metody dokázal, že tomu tak není a popsal nový kardinál, mohutnost kontinua, dnes běžně značený c. Vyjadřuje mohutnost množiny reálných čísel. Ukázal, že existuje nejmenší nekonečné kardinální číslo ({\displaystyle \aleph _{0}}) a též že pro každé kardinální číslo existuje kardinální číslo, které je větší ({\displaystyle \aleph _{1},\aleph _{2},\aleph _{3},\cdots }).
Později vyslovil tvrzení známé jako hypotéza kontinua. To říká, že c = {\displaystyle \aleph _{1}}. Marné pokusy tuto hypotézu vyřešit dováděly Cantora k šílenství. Teprve později se po pečlivé axiomatizaci teorie množin ukázalo, že platnost hypotézy kontinua je nezávislá na standardních axiomech teorie množin, a proto nemůže být na jejich základě dokázána ani vyvrácena.

## Definice
Ordinální číslo {\displaystyle \alpha \,\!} nazveme kardinálním číslem (nebo kardinálem), pokud každé menší ordinální číslo {\displaystyle \beta <\alpha \,\!} má i menší mohutnost (tj. {\displaystyle \alpha \,\!} nelze vzájemně jednoznačně zobrazit na žádnou podmnožinu {\displaystyle \beta \,\!}). Označíme-li jako {\displaystyle Cn\,\!} třídu všech kardinálních čísel a {\displaystyle On\,\!} třídu všech ordinálních čísel, můžeme zapsat tuto definici ve tvaru:
{\displaystyle \alpha \in Cn\Leftrightarrow (\forall \beta )(\beta <\alpha \implies \neg (\beta \approx \alpha ))}
Kardinální čísla jsou obvykle značena písmeny ze středu řecké alfabety {\displaystyle \kappa ,\lambda ,\mu \,\!}, aby se odlišila od ordinálních čísel, pro která jsou používána písmena ze začátku alfabety: {\displaystyle \alpha ,\beta ,\gamma \,\!}

## Vztah kardinálních čísel k mohutnosti
Kardinální čísla jsou vhodnými kandidáty k reprezentování jednotlivých tříd ekvivalence podle relace {\displaystyle \approx \,\!} (viz článek mohutnost).

Je-li {\displaystyle x\,\!} množina, kterou lze vzájemně jednoznačně zobrazit na kardinál {\displaystyle \lambda \,\!}, říkáme, že {\displaystyle \lambda \,\!} je mohutnost množiny {\displaystyle x\,\!} a píšeme {\displaystyle |x|=\lambda \,\!}.

Jednoznačné zobrazení mohutnosti všech množin na kardinály je závislé na axiomu výběru. Připouštíme-li axiom výběru, pak z principu dobrého uspořádání plyne, že každou množinu lze zobrazit na nějaký kardinál. V případě, že axiom výběru neplatí, však mohou existovat množiny, jejichž mohutnost nelze definovat výše uvedeným způsobem.

## Vlastnosti a příklady kardinálních čísel
1. Přirozená čísla (tj. konečná ordinální čísla) jsou zároveň kardinálními čísly.
2. Množina {\displaystyle \omega \,\!} všech přirozených čísel je první nekonečný kardinál a zároveň jediný nekonečný spočetný kardinál. Pokud existují nějaké další nekonečné kardinály, jsou již nespočetné. A ony existují:
3. Ke každému kardinálu existuje větší kardinál.
4. Třída {\displaystyle Cn\,\!} všech kardinálů je vlastní třída izomorfní s třídou {\displaystyle On\,\!} všech ordinálů – kardinály tedy lze očíslovat ordinálními čísly tak, aby žádný nechyběl a žádný nepřebýval.

Která konkrétní nekonečná ordinální čísla jsou tedy zároveň kardinály, když jich existuje tolik? Prvním z nich je, jak již víme, {\displaystyle \omega \,\!}. Pokusme se najít nějaký další:
- ordinální čísla {\displaystyle \omega +1,\omega +2,\omega +3,\ldots \,\!} jsou spočetná – nejsou to tedy kardinály, protože mají stejnou mohutnost, jako menší ordinál {\displaystyle \omega \,\!}
- ordinální čísla {\displaystyle \omega +\omega =\omega .2,\omega .3,\omega .4,\ldots \,\!} jsou stále spočetná
- ordinální čísla {\displaystyle \omega .\omega =\omega ^{2},\omega ^{3},\omega ^{4},\ldots \,\!} jsou stále spočetná
- ordinální čísla {\displaystyle \omega ^{\omega },\omega ^{\omega ^{\omega }},\omega ^{\omega ^{\omega ^{\omega }}},\ldots \,\!} jsou stále spočetná
- dokonce i supremum předchozí posloupnosti (označované někdy jako {\displaystyle \epsilon _{0}\,\!}) je stále spočetné

Jak je vidět, za {\displaystyle \omega \,\!} následuje ve třídě ordinálních čísel veliké hluché místo, ve kterém není žádný kardinál – pokud se budeme snažit postupovat třídou ordinálních čísel nahoru pomocí operací ordinální aritmetiky jako v předchozím příkladu, zůstávají další kardinály kdesi daleko za obzorem.

## Funkce alef
Obdobné tvrzení, jako číslo 4 v odstavci Vlastnosti a příklady kardinálních čísel, platí i pro třídu všech nekonečných kardinálů {\displaystyle Cn-\omega \,\!} – také existuje izomorfismus mezi ní a {\displaystyle On\,\!}.

Tato izomorfní funkce je obvykle nazývána prvním písmenem hebrejské abecedy – alef, a značena {\displaystyle \aleph \,\!}.
- {\displaystyle \aleph _{0}=\omega } je nejmenší nekonečný kardinál – množina přirozených čísel
- {\displaystyle \aleph _{1}} je nejmenší nespočetný kardinál
- pro každý ordinál {\displaystyle \alpha \,\!} existuje kardinál {\displaystyle \aleph _{\alpha }}, má tedy dobrý smysl ptát se, jak asi vypadají kardinály {\displaystyle \aleph _{2},\aleph _{3},\aleph _{\omega },\aleph _{\omega ^{\omega }+\omega .5+127}}

Dá se ukázat, že funkce {\displaystyle \aleph \,\!} je normální funkce (tj. rostoucí a spojitá pro limitní ordinály) na ordinálních číslech. Lze dokázat, že každá taková funkce má ve třídě {\displaystyle On\,\!} nekonečně mnoho pevných bodů (tyto pevné body dokonce tvoří vlastní třídu izomorfní s {\displaystyle On\,\!}.
Aplikováno konkrétně na funkci {\displaystyle \aleph \,\!}: existuje obrovské (ve smyslu „hodně, ale opravdu hodně nekonečné“) množství ordinálů {\displaystyle \alpha \,\!}, pro které platí, že {\displaystyle \alpha =\aleph _{\alpha }}.
Pokud si toto dáme dohromady s výsledkem našeho hledání {\displaystyle \aleph _{1}\,\!} v předchozím oddílu, vidíme, že funkce {\displaystyle \aleph \,\!} má opravdu podivné vlastnosti:
- na jedné straně hrozně rychle roste (už její druhá hodnota – {\displaystyle \aleph _{1}\,\!} je hodně daleko od její první hodnoty {\displaystyle \aleph _{0}\,\!})
- na druhé straně asi někde musí hodně přibrzdit, protože existují místa (libovolně velké ordinály), kde úplně ztratí náskok před „nejpomaleji rostoucí“ identickou funkcí {\displaystyle Id:Id(\alpha )=\alpha \,\!} – v takovýchto pevných bodech platí {\displaystyle \aleph _{\alpha }=Id(\alpha )=\alpha \,\!}

## Kardinální aritmetika
Na třídě kardinálních čísel lze definovat stejně jako na třídě ordinálních čísel běžné aritmetické operace součtu, součinu a mocniny – rozdíl spočívá v tom, že zatímco u ordinálních operací hovoříme o „typu dobrého uspořádání“ výsledné množiny, u kardinálních operací nás zajímá mohutnost výsledné množiny. Vlastnostmi těchto operací se zabývá samostatný článek kardinální aritmetika